# Gretel Haas-Gerber
Gretel Haas-Gerber, nascida Margarete Gerber, (Offenburg, 2 de agosto de 1903 - Offenburg, 20 de janeiro de 1998) foi uma pintora alemã.
O foco de seu trabalho eram retratos e imagens ricamente figuradas e cênicas que processavam experiências de sua vida. As Coleções de Arte Municipais de Offenburg possuem a mais extensa coleção pública de sua obra.